# St-Martin (Le Tiercent)
Die katholische Kirche St-Martin in Le Tiercent, einer französischen Gemeinde im Département Ille-et-Vilaine in der Region Bretagne, wurde ursprünglich in romanischer Zeit errichtet. Die dem heiligen Martin geweihte Kirche ist seit 1926 als Monument historique klassifiziert.

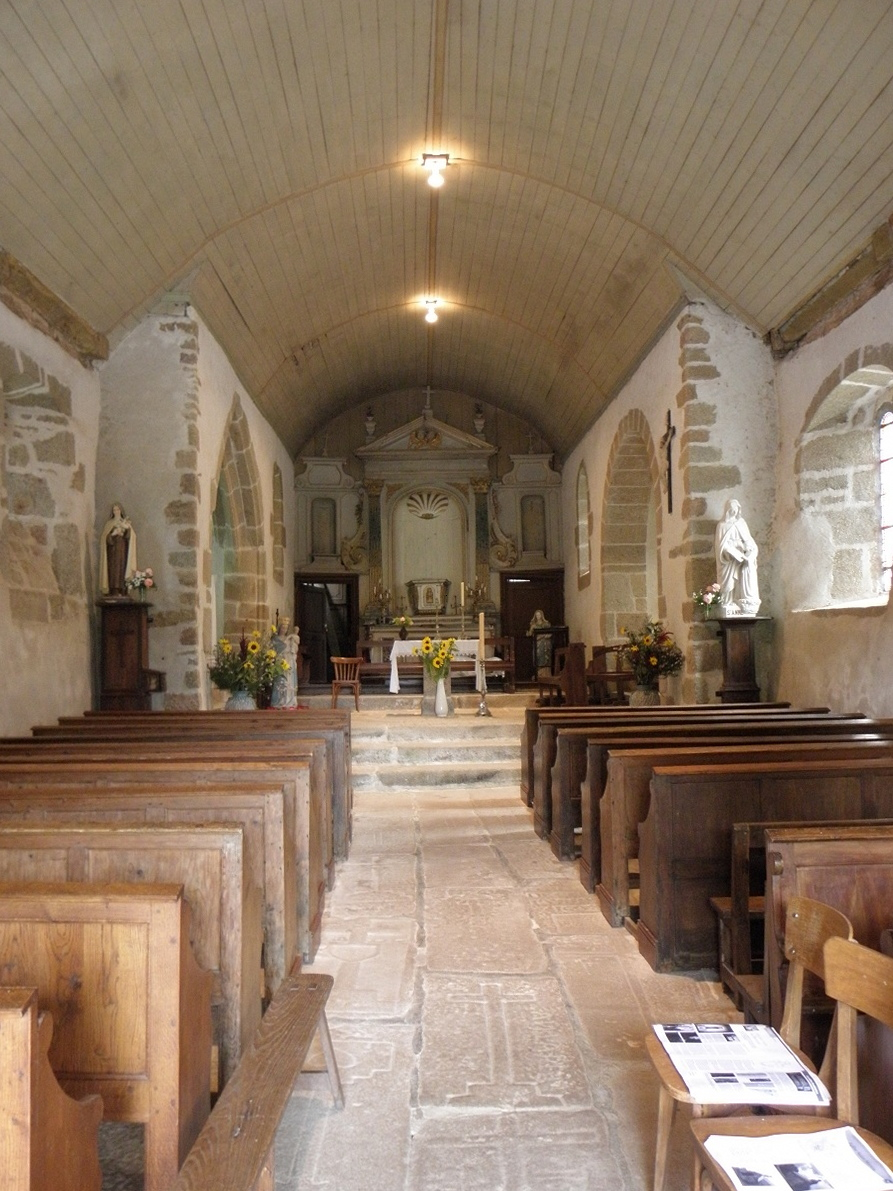
Innenansicht

## Architektur

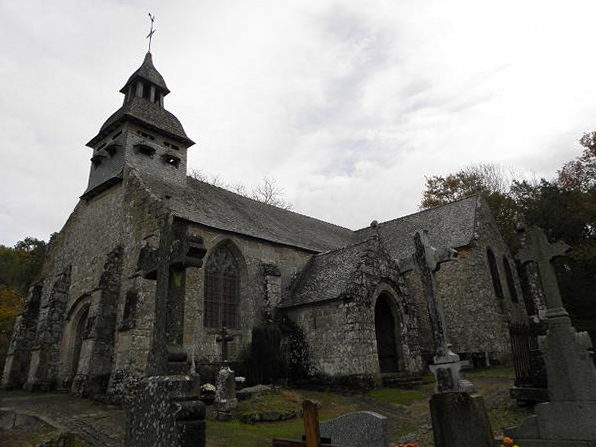
Kirche St-Martin in Le Tiercent

Madonna mit Kind aus dem 15. Jahrhundert

Vom romanischen Bau ist die Südmauer des Kirchenschiffs sowie der West- und der Ostgiebel erhalten. Das an den Ecken von zwei flachen Strebepfeilern flankierte Chorhaupt wird durch zwei Rundbogenfenster erhellt. An der Südseite wird ein romanisches Portal von einem Vorbau geschützt.  

## Ausstattung
Von der Ausstattung ist besonders eine Madonna mit Kind aus dem 15. Jahrhundert erwähnenswert, die ebenfalls  als Monument historique klassifiziert ist.